# 蘇希 (大別列茲尼區)
48°56′57″N 22°47′24″E / 48.94917°N 22.79000°E
蘇希（烏克蘭語：Сухий）是烏克蘭西部的村莊，隸屬外喀爾巴阡州的烏日霍羅德區。該村始建於1602年，面積39.7平方公里，海拔高度543米，2001年人口187，人口密度每平方公里4.71人。